# یواس‌سی‌جی‌سی چینکوتاگ (۱۹۱۹)
یواس‌سی‌جی‌سی چینکوتاگ (۱۹۱۹) (به انگلیسی: USCGC Chincoteague (1919)) یک کشتی بود که طول آن ۸۸ فوت (۲۷ متر) بود. این کشتی در سال ۱۹۱۹ ساخته شد.